# Ciminius platensis
Ciminius platensis är en insektsart som beskrevs av Berg 1884. Ciminius platensis ingår i släktet Ciminius och familjen dvärgstritar. Inga underarter finns listade i Catalogue of Life.